# Radhouane Felhi
Radhouane Felhi, né le 25 mars 1984 à Meknassy, est un footballeur international tunisien reconverti comme entraîneur. Il évolue au poste de défenseur central entre 2004 et 2016.
Il a participé aux coupes d'Afrique des nations 2008 et 2010 avec l'équipe de Tunisie.

## Carrière
- juillet 2004-juillet 2014 : Étoile sportive du Sahel (Tunisie)
  - juillet 2009-juin 2010 : TSV 1860 Munich (Allemagne), prêt
- juillet 2014-octobre 2015 : Al-Salmiya Sporting Club (Koweït)
- octobre 2015-juillet 2016 : Nejmeh Sporting Club (Liban)[1]

## Palmarès

### Joueur
- Vainqueur de la coupe de la confédération : 2006
- Vainqueur de la Ligue des champions de la CAF : 2007
- Vainqueur du championnat de Tunisie : 2007
- Vainqueur de la Supercoupe d'Afrique : 2008
- Vainqueur de la coupe de Tunisie : 2012 et 2014
- Vainqueur de la coupe du Liban : 2016

### Entraîneur
- Vainqueur du championnat de Tunisie : 2023 (adjoint)